# Freisamer
Le freisamer est un cépage de cuve allemand de raisins blancs.

## Origine et répartition géographique
Le cépage est une obtention de Karl Müller dans l'institut Staatliches Weinbauinstitut à Fribourg-en-Brisgau. L'origine génétique est vérifiée : c'est un croisement des cépages sylvaner x pinot gris réalisé en 1916. Le cépage est autorisé dans de nombreux Länder en Allemagne mais le cépage est peu multiplié passant de 24 hectares en 1996 à 12 hectares en 2001. Le freisamer est un peu cultivé en Suisse, notamment dans les cantons de Fribourg (3 ha) et des Grisons (1 ha).

## Caractères ampélographiques
- Extrémité du jeune rameau cotonneux blanc
- Feuilles adultes, à 5 lobes, avec un sinus pétiolaire en lyre étroite, dents ogivales, moyennes, un limbe duveteux.

## Aptitudes culturales
La maturité est de deuxième époque moyenne : 15 jours après le chasselas.

## Potentiel technologique
Les grappes sont petites à moyennes et les baies sont de taille petite à moyenne. La grappe est cylindrique et compacte. Le cépage est de bonne vigueur et d’une moyenne fertile régulière. Le cépage donne des vins blancs secs se rapprochant de ceux du pinot gris.

## Synonymes
Le freisamer est connu sous le sigle FR.21-15 et le nom Freiburger (interdit en 1958)